# لویی دفس
لویی دفس (انگلیسی: Louis Deffès؛ ۲۵ ژوئیه ۱۸۱۹ – ۲۸ مهٔ ۱۹۰۰) آهنگساز اهل فرانسه بود.
وی همچنین برندهٔ جوایزی همچون لژیون دونور (شوالیه) و جایزه بزرگ رم شده‌است.